# Jesud ha-Ma'ala
Jesud ha-Ma'ala (hebrejsky יְסוּד הַמַּעֲלָה, v oficiálním přepisu do angličtiny Yesud HaMa'ala, přepisováno též Yesod HaMa'ala) je místní rada (malé město) v Izraeli, v Severním distriktu.

## Geografie
Leží v nadmořské výšce 86 metrů v Chulském údolí při horním toku řeky Jordán v Horní Galileji. Město se nachází cca 133 kilometrů severovýchodně od centra Tel Avivu a cca 62 kilometrů severovýchodně od centra Haify.
Jesud ha-Ma'ala je situován v intenzivně zemědělsky využívaném pásu s poměrně řídkým osídlením. Hustota zalidnění v katastru obce (124 obyv./km čtv.) je výrazně pod průměrem Severního distriktu (278 obyv./km čtv.). Osídlení v tomto regionu je zcela židovské. Vlastní Jesud ha-Ma'ala obývají Židé, stejně jako většinu zemědělských obcí v okolní krajině. Pouze cca 10 kilometrů na jih leží město Tuba-Zangarija, které obývají izraelští Arabové. Region centrální Galileji s arabskou demografickou převahou leží dále na západ.
Na dopravní síť je Jesud ha-Ma'ala napojen pomocí severojižního tahu dálnice číslo 90 z Metuly do Tiberiasu.

## Dějiny
Jesud ha-Ma'ala byl založen v roce 1883. Název odkazuje na biblický citát, který zmiňuje Kniha Ezdráš 7,9: הוּא יְסֻד הַמַּעֲלָה מִבָּבֶל‎ – … hu jesud ha-ma'ala mi-Bavel: „Začal stoupat z Babylonu“. Slovo „stoupat“ má i význam přistěhovat se do Izraele (viz alija).
Jesud ha-Ma'ala založili Židé, kteří přišli do tehdejší turecké Palestiny v rámci první aliji. Šlo o 42 rodin z Velki Mežiriči v nynější Ukrajině, které na dálku zařídily nákup potřebných pozemků a z nich sedm rodin se pak vydalo přímo na místo. K skutečnému usídlení došlo až na jaře 1884.
Zpočátku trpěli osadníci ekonomickými těžkostmi. V roce 1887 se obrátili o pomoc na barona Edmonda Jamese de Rothschilda. Ten zde plánoval zřídit pěstování květin, ale hospodářská situace vesnice zůstávala složitá. Roku 1900 zástupci Jewish Colonization Association zřízené jako nástupnická organizace pro sponzorské aktivity barona Rothschilda navrhli dokonce Jesud ha-Ma'ala zrušit, ale místní obyvatelé to odmítli. Situaci komplikovala zejména existence rozsáhlých močálů v jejím okolí, při Chulském jezeru. Osadníky sužovala malárie. Vesnici zachránil až příchod nové vlny osadníků. Mezi nimi byla i rodina Dobrovinových z tehdejšího Ruska - křesťanů, kteří konvertovali k judaismu. Jejich farma stojí v Jesud ha-Ma'ala dodnes a slouží jako muzeum původních osadníků.
Po první světové válce byla po několik let neustálená hranice mezi britským a francouzským územím na pomezí dnešního Izraele, Sýrie a Libanonu. Jesud ha-Ma'ala tak dočasně byl nejsevernější židovskou osadu v britském mandátu Palestina. V té době, při nevyjasněné politické a vojenské situaci v regionu vesnice trpěla častými útoky okolních Arabů.
Během první arabsko-izraelské války v roce 1948 ležela vesnice poblíž frontové linie mezi izraelskými a syrskými silami, ale byla uhájena. Syrské útoky ale pokračovaly až do šestidenní války v roce 1967, kdy byly Izraelem dobyty Golanské výšiny.
Roku 1949 byl Jesud ha-Ma'ala povýšen na místní radu (malé město). Téhož roku měla obec 185 obyvatel a rozlohu katastrálního území 11 225 dunamů (11,225 kilometrů čtverečních). Šlo tehdy ještě pořád fakticky o vesnici, a to soukromě hospodařící (typ mošava).
V 50. letech 20. století proběhlo vysušení močálů v okolí Chulského jezera, čímž se zpřístupnily rozsáhlé oblasti poblíž obce pro zemědělské využití. Postupně se ale začala měnit původně ryze zemědělský charakter obce. Roku 1978 se zde usadilo třicet nefarmářských rodin. V současnosti se zemědělstvím zabývá 213 obyvatel z více než 1000. Ostatní za prací dojíždějí mimo obec.

## Demografie
Podle údajů z roku 2005 tvořili Židé 98,5 % populace Jesud ha-Ma'ala a včetně "ostatních" tedy nearabských obyvatel židovského původu ale bez formální příslušnosti k židovskému náboženství 100 %. Jde o menší sídlo spíše vesnického typu, byť se setrvalým růstem. K 31. prosinci 2014 zde žilo 1654 lidí. Během roku 2014 stoupla registrovaná populace o 1,0 %.
| Rok            | 1949 | 2001  | 2003  | 2004  | 2005  | 2006  | 2007  | 2008  | 2009  | 2010  | 2011  | 2012  | 2013  | 2014  |
| -------------- | ---- | ----- | ----- | ----- | ----- | ----- | ----- | ----- | ----- | ----- | ----- | ----- | ----- | ----- |
| Počet obyvatel | 185  | 1 110 | 1 214 | 1 219 | 1 260 | 1 291 | 1 335 | 1 354 | 1 439 | 1 492 | 1 520 | 1 580 | 1 638 | 1 654 |